# درون‌مایه‌ها در ترانه یخ و آتش
ترانه یخ و آتش مجموعه‌ای از رمان‌های فانتزی حماسی است که توسط جرج آر. آر. مارتین، رمان‌نویس و فیلم‌نامه‌نویس آمریکایی، به نگارش درآمده است. اولین قسمت از این مجموعه، بازی تاج‌وتخت، که در ابتدا به عنوان یک سه‌گانه برنامه‌ریزی شده بود، در سال ۱۹۹۶ منتشر شد. این مجموعه اکنون شامل پنج جلد منتشر شده‌است و دو جلد دیگر نیز برنامه‌ریزی شده‌است. این سریال به صورت سوم شخص از نگاه تعدادی از شخصیت‌ها روایت می‌شود. یک مجموعه تلویزیونی اقتباسی، بازی تاج‌وتخت، در سال ۲۰۱۱ از شبکه اچ‌بی‌او پخش شد.
ترانه یخ و آتش در دنیایی تخیلی، عمدتاً در قاره‌ای به نام وستروس، و علاوه بر آن در خشکی بزرگی در شرق، معروف به اسوس، اتفاق می‌افتد. سه خط اصلی داستان به‌طور فزاینده‌ای در هم تنیده می‌شوند: جنگ داخلی دودمانی برای کنترل وستروس در میان چندین خاندان رقیب. تهدید فزاینده دیگران، که فراتر از دیوار بزرگ یخی که مرز شمالی وستروس را تشکیل می‌دهد، ساکن هستند و جاه طلبی‌های دنریس تارگرین، دختر تبعیدی پادشاه مخلوع، برای بازگشت به وستروس و ادعای تاج‌وتختش.

## جادو و واقع‌گرایی
مارتین گفته‌است که به «استفاده خردمندانه از جادو» در فانتزی حماسی اعتقاد دارد. «من می‌خواستم جادوی کتابم را ظریف نگه دارم و حس خود را نسبت به آن در حال رشد نگه دارم و اگر جادو بیش از حد دیده شود، دیگر جادو نخواهد بود.» مارتین ادعا می‌کند که جادوی مؤثر در ادبیات باید «ناشناختنی و عجیب و خطرناک با نیروهایی باشد که قابل پیش‌بینی یا کنترل نیستند». قبل از «آواز یخ و آتش»، مارتین در ابتدا به نوشتن یک رمان تاریخی جایگزین بدون هیچ جادویی فکر کرد؛ بنابراین او از عناصر جادویی آشکار در سریال اجتناب کرد. در حالی که مقدار جادو به تدریج افزایش می‌یابد، مارتین ادعا می‌کند که سریال با جادوی کمتری نسبت به بسیاری از فانتزی‌های دیگر به پایان می‌رسد.
از آنجایی که تمام داستان‌ها اساساً خارج از واقعیت هستند، مارتین معتقد است که باید واقعیت را حداقل در هسته خود منعکس کند. او با این جمله ویلیام فاکنر در سخنرانی جایزه نوبل خود موافق است که «قلب انسان در تضاد با خودش» صرف نظر از ژانر، تنها چیزی است که ارزش نوشتن را دارد؛ بنابراین او سعی کرد با تأکید کمتر بر جادو و جادوگری و تأکید بیشتر بر شمشیربازی و نبرد و دسیسه‌های سیاسی، کمی بیشتر حس داستانی تاریخی به داستان بدهد تا حسی خارق‌العاده مانند کتاب‌های نویسندگان قبلی. آتلانتیک اشاره کرد که این مجموعه تلاش می‌کند تا فانتزی و رئالیسم را به عنوان دو ژانر به ظاهر متناقض ادبیات در هم آمیزد، و کتاب‌های مارتین به‌طور کلی به خاطر واقع‌گرایی‌شان مورد تحسین قرار می‌گیرند. آتلانتیک قلب واقع گرایانه کتاب‌های یخ و آتش را در این می‌دید که «جادو فقط در حاشیه دنیایی که شخصیت‌ها در آن زندگی می‌کنند باقی می‌ماند و چیزی وحشتناک تر از شگفت‌انگیز است. این اثر یک داستان فانتزی است که انتظارات را به چالش می‌کشد و در نهایت کمتر در مورد دنیایی است که دوست داریم از آن فرار کنیم و گاهی به طرز ناراحت‌کننده‌ای با جهانی که در آن زندگی می‌کنیم، شبیه می‌شود.»
قوس روایی بزرگ‌تر حل‌نشده یخ و آتش، گمانه‌زنی دربارهٔ رویدادهای داستانی آینده را تشویق می‌کند. به گفته مارتین، بسیاری از کلیدهای آینده داستان یخ و آتش در شانزده سال گذشته داستان نهفته‌است و هر جلد مجموعه چیزهای بیشتری را نشان می‌دهد. رویدادهایی که از ابتدا برنامه‌ریزی شده بودند، پیش‌بینی می‌شوند، اگرچه مارتین به تحولات داستان توجه می‌کند که قابل پیش‌بینی نیستند. شخصیت‌های دیدگاه، که به عنوان راوی غیرقابل اعتماد عمل می‌کنند، ممکن است دیدگاه‌های متفاوتی را دربارهٔ رویدادهای گذشته روشن کنند یا ارائه دهند؛ بنابراین، آنچه خوانندگان معتقدند درست است، ممکن است لزوماً درست نباشد.

### جهان
مارتین عمداً از اکثر عناصر فانتزی آشکار در یخ و آتش اجتناب می‌کند و ترجیح می‌دهد در عوض «جادوی با دقت سهمیه‌بندی‌شده» داشته باشد. او داستان یخ و آتش را در یک نسخه جایگزین از زمین یا یک «جهان ثانویه» تنظیم کرد. داستان عمدتاً در قاره‌ای به نام وستروس اتفاق می‌افتد، اما همچنین در قاره دیگری در شرق به نام اسوس می‌گذرد. سبک متناسب با هر شخصیت و محیط آن‌ها متفاوت است. قلمرو عجیب و غریب دنریس ممکن است رنگارنگ‌تر و خیال انگیزتر از وستروس به نظر برسد، که بیشتر بر اساس تاریخ آشنای قرون وسطی اروپا است. مارتین عمداً دربارهٔ اندازه جهان یخ و آتش مبهم بود، و مقیاس‌ها را روی نقشه‌ها حذف کرد تا از پیش‌بینی طول سفر بر اساس فواصل اندازه‌گیری شده جلوگیری کند، اگرچه قاره وستروس ممکن است به اندازه آمریکای جنوبی در نظر گرفته شود. نقشه‌های کامل جهان عمداً در دسترس نیستند تا خوانندگان بهتر بتوانند با مردم قرون وسطی واقعی که از مکان‌های دور بی‌اطلاع بودند، آشنا شوند. از آنجایی که هر کتاب جدید یک یا دو نقشه اضافه کرده‌است، خوانندگان ممکن است بتوانند تا پایان مجموعه نقشه جهان را کنار هم بچینند.

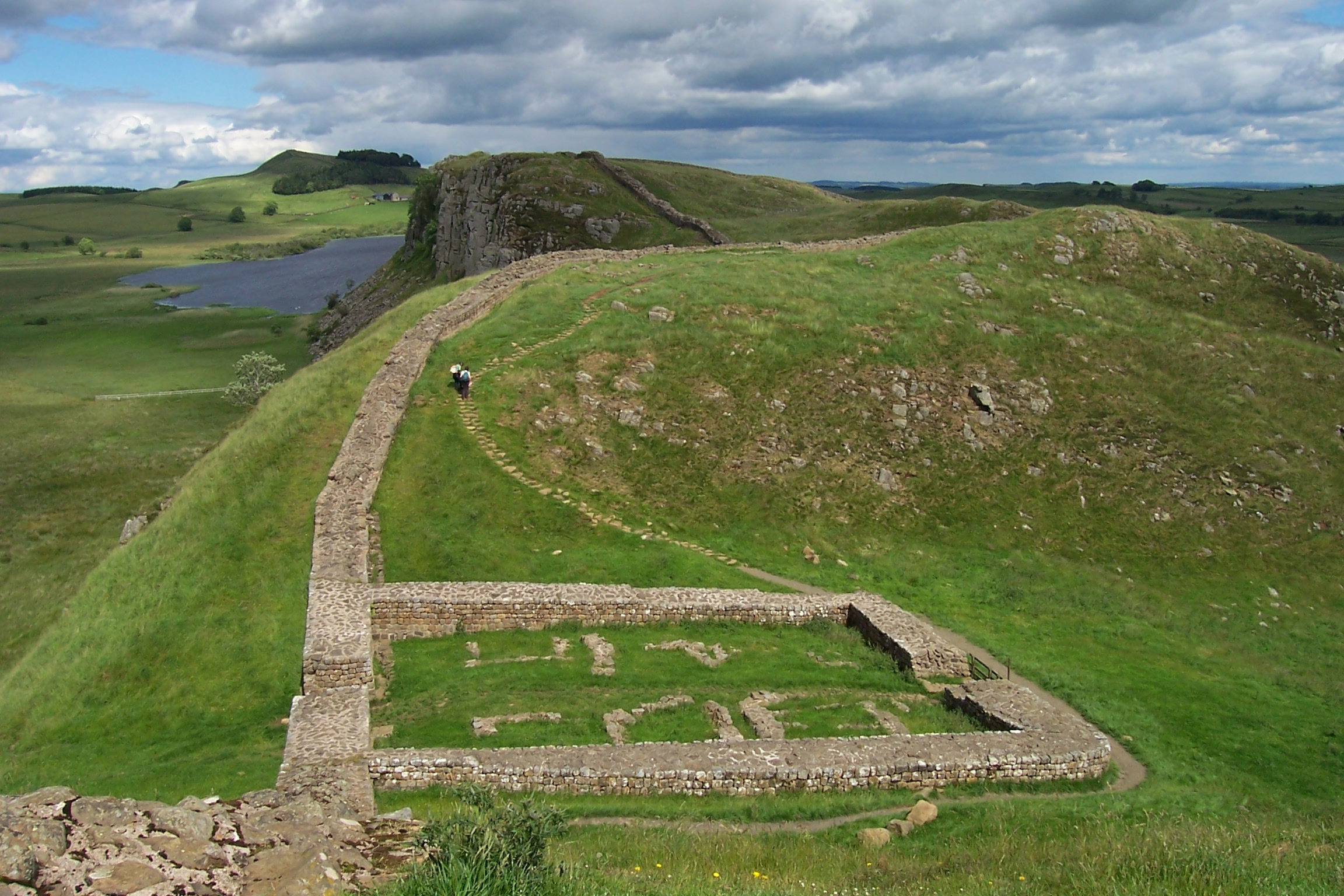
مجموعه دیوار در یخ و آتش از دیوار هادریان در شمال انگلستان الهام گرفته شده‌است.

تاریخ تخیلی وستروس به دوازده هزار سال پیش بازمی‌گردد. می‌توان داستان یخ و آتش را در دنیایی پس از جادو در نظر گرفت که در آن مردم دیگر به اژدها و دیگران اعتقادی ندارند. شخصیت‌ها فقط جنبه‌های طبیعی دنیای خود را درک می‌کنند، اما عناصر جادویی مانند دیگران در درک آن‌ها نیستند. مارتین که از یک پیشینه خانوادگی فقیر سابقاً ثروتمند آمده بود، همیشه جذب داستان‌های تمدن‌های سقوط کرده و امپراتوری‌های از دست رفته بود. امپراتوری گمشده والریا در یخ و آتش زمانی تمدنی عالی شبیه روم پیش از قرون وسطی بود. این عناصر ممکن است غم‌انگیزی به داستان بدهند. دیوار، که مارتین معتقد است در فانتزی منحصر به فرد است، از بازدید مارتین از دیوار هادریان در شمال انگلستان نزدیک به مرز با اسکاتلند الهام گرفته شد. مارتین با نگاهی به تپه‌ها به این فکر کرد که یک افسر رومی اهل دریای مدیترانه چه احساسی خواهد داشت، بدون اینکه بداند چه تهدیدهایی ممکن است از شمال به وجود بیاید. اندازه، طول و قدرت جادویی دیوار برای خواسته‌های ژانر تنظیم شد. به‌طور مشابه، تایتان، مجسمه بسیار بزرگ در شهر براووس، قابل مقایسه با مجسمه تاریخی رودس است.
یکی از برجسته‌ترین جنبه‌های دنیای وستروس، طبیعت طولانی و تصادفی فصول است. طرفداران تئوری‌های علمی طولانی برای فصل‌ها ایجاد کرده‌اند، اما مارتین اصرار دارد که به جای توضیح علمی، یک توضیح فانتزی فراطبیعی وجود دارد. مارتین بیشتر از نمادگرایی فصول لذت می‌برد، تابستان به عنوان زمان رشد و فراوانی و شادی و زمستان زمان تاریکی است که در آن باید برای بقا تلاش کرد.
دنیای ترانه یخ و آتش عمدتاً توسط انسان‌ها پر شده‌است، اگرچه غول‌ها، به اصطلاح «دیگران» و فرزندان جنگل به عنوان سایر گونه‌های در منتهی الیه شمال وستروس در آن سوی دیوار ظاهر می‌شوند. علاوه بر حیوانات معمولی مانند سگ، گربه و اسب، برخی از گونه‌های جانوران ساکن دنیای مارتین شبیه به بزرگ‌زیان عظیم‌الجثه پلیستوسن در دنیای واقعی هستند، مانند نیاگاوها، گرگ‌ها و ماموت‌ها. از میان این بزرگ‌زیان، تنها نیاگاوها معمولاً در سرتاسر وستروس به عنوان یک حیوان گله اهلی دیده می‌شوند. گرگ‌ها و ماموت‌ها فقط در سرزمین‌های آن سوی دیوار در منتهی الیه شمال یافت می‌شوند. گرگ‌هایی که توسط فرزندان استارک پذیرفته شده‌اند، نشانه‌هایی از باهوش‌تر بودن آن‌ها نسبت به سگ‌ها یا گرگ‌های معمولی را نشان می‌دهند. هر توله گرگ با رشد خود منعکس‌کننده خلق و خوی کودکی است که با او پیوند دارد. موجودات افسانه‌ای مانند پری دریایی، اسب تک‌شاخ، مردخوار، کراکن، لویاتان، باسیلیسک و برجسته‌ترین آن‌ها اژدها (اگرچه توصیف آن‌ها بیشتر به اژدهای دوپا شبیه است) نیز ظاهر می‌شوند یا ذکر شده‌اند.

### فرزندان جنگل
فرزندان جنگل به عنوان ساکنان اصلی وستروس معرفی می‌شوند، اما برای هزاران سال دیده نشده‌اند. تصور می‌شود که آن‌ها موجودات انسان‌نمای کوچکی هستند، تاریک و زیبا، با قدرت‌های مرموز بر رؤیاها و طبیعت. آن‌ها ظریف، سریع و چابک بودند و می‌توانستند با سرعتی آرام روی زمین و همچنین در میان کوه‌ها و درختان حرکت کنند. جورج آر.آر. مارتین گفته‌است: «فرزندان… خب، بچه هستند. الف‌هایی که تا سر حد مرگ کشته شده‌اند.»
در پس‌زمینه سریال، فرزندان جنگل یک مجموعه جنگ را علیه نخستین انسان‌ها (تمدنی از جنگجویان اسب‌سوار ابتدایی با سلاح‌های برنزی) انجام دادند تا سرانجام پیمان جزیره چهره‌ها میان آن‌ها بسته شد که در آن انسان‌ها کنترل دشت‌ها و فرزندان کنترل جنگل‌ها را به دست آوردند. این پیمان پس از چهار هزار سال با ظهور دیگران، که با استفاده ترکیبی از ابسیدین، آتش، جادوی خدایان قدیمی و ساختن دیوار مغلوب شدند، تضعیف شد. در سده‌های بعد، فزندان به تدریج ناپدید شدند و فرض بر این بود که آن‌ها وستروس را ترک کردند یا منقرض شدند. اندکی از میراث آن‌ها همچون پرستش خدایان بی‌نام، که هنوز توسط برخی در شمال انجام می‌شود، و جنگل‌های باقی مانده که از طریق آن‌ها فرزندان به صورت تله پاتی با هم ارتباط برقرار می‌کردند، در سریال به نمایش درآمده است.

### دیگران
دیگران (که در سریال تلویزیونی به آن‌ها وایت واکرها یا رهروان سفید گفته می‌شود) موجودات مرموزی هستند که در مناطق شمالی وستروس در آن سوی دیوار زندگی می‌کنند.
دیگران در آغاز بازی تاج و تخت پس از جنگ برای سپیده‌دم، که منجر به ساخت دیوار شد، دوباره ظاهر می‌شوند. آن‌ها به صورت انسان‌نماهای قد بلند، لاغر و برازنده با چشمان آبی درخشان و پوست رنگ‌پریده ظاهر می‌شوند. آن‌ها زرهی می‌پوشند که با هر قدم تغییر رنگ می‌دهد و شمشیرهای کریستالی نازکی را به کار می‌گیرند که می‌توانند فولاد را بشکنند.

### اژدهایان
در پس‌زمینهٔ آواز یخ و آتش، اگون جهانگشا سه اژدها را به وستروس آورد و از آن‌ها برای متحد کردن هفت پادشاهی استفاده کرد. فرزندان او آن‌ها را در اسارت پرورش دادند؛ اما بیشتر آن‌ها ۱۵۰ سال پیش از شروع داستان در جنگ داخلی میان وارثان تاج‌وتخت که به رقص اژدهایان معروف است، کشته شدند. در ابتدای داستان، آن‌ها تا اواخر بازی تاج و تخت منقرض شده‌اند اما در آن زمان دنریس سه اژدهای خود را از آتش‌سوزی مراسم خاکسپاری کال دروگو از تخم بیرون می‌آورد.
اژدهایان در داستان موجودات خزنده‌ای کوچک، آتش‌افشان با هوش حیوانی هستند. گرچه برخی از آثار هنری همراه برای ترانه یخ و آتش آن‌ها را با چهار پا و مجموعه‌ای از بال‌های جدا شده به تصویر می‌کشند، جورج آر.آر. مارتین اصرار دارد که این نادرست است. اژدهای او مارپیچ و باریک هستند و چهار (نه شش) اندام (شبیه به اژدهای دوپا) دارند که دو اندام جلویی بال هستند. مارتین ابتدا به این فکر کرد که تارگرین‌ها از یک قدرت آتش‌بازی برای تظاهر به قدرت اژدها استفاده کنند، اما تصمیم گرفت در عوض اژدهایان زنده را انتخاب کند، اگرچه از دادن زبان انسانی به آن‌ها امتناع کرد. مارتین با مقایسه اژدهایان با زرادخانه‌های هسته‌ای امروزی این سؤال را مطرح می‌کند که آیا قدرت برتر کاربر را قادر به اصلاح، بهبود یا ساختن جامعه می‌کند یا خیر.

## تغییرات جهانی آب‌وهوا
این به نوعی خنده‌دار است زیرا من نوشتن «بازی تاج‌وتخت» را از سال ۱۹۹۱ شروع کردم، خیلی پیشتر از اینکه کسی در مورد تغییرات آب‌وهوایی صحبت کند. اما - به معنای بسیار گسترده - یک شباهت خاصی در آنجا وجود دارد.

مصاحبه جرج آر.آر. مارتین با نیویورک تایمز
در سریال تهدید تغییرات آب‌وهوایی جهانی همیشه وجود دارد. هیچ فصل منظمی وجود ندارد که در فواصل زمانی مورد انتظار رخ دهد. زمستان و دماهای سرد همراه با آن ممکن است چند سال یا حتی یک دهه یا بیشتر طول بکشد. در طول این مدت هزاران، اگر نه میلیون‌ها نفر ممکن است از گرسنگی یا ویرانی‌های جنگ و خشونت که اغلب با گرسنگی دسته‌جمعی مصادف می‌شود، بمیرند. وایت واکرها یا دیگران نشان‌دهنده شخصیت این تهدید هستند. با این حال، با وجود ماهیت تهدید به عنوان یک خطر وجودی برای بقای نسل بشر، بسیاری از قدرتمندان در وستروس تصمیم می‌گیرند وجود آن را انکار کنند یا آن را نادیده بگیرند. این به وضوح در درگیری میان استارک‌ها و لنیسترها دیده می‌شود که اساس داستان را در ترانه یخ و آتش تشکیل می‌دهد. استارک‌ها (همراه با حمایت خود از نگهبانان شب) از تمام وستروس در برابر تهدید زمستان دفاع می‌کنند. آن‌ها اجتناب‌ناپذیر بودن آن را تصدیق می‌کنند و تمام تلاش خود را برای آماده شدن و جلوگیری از بلایایی که ممکن است از زمستان طولانی و جنگ علنی با وایت واکرها ناشی شود، انجام می‌دهند. با این حال، تلاش آن‌ها برای هشدار دادن به دیگران در مورد تهدید و متحد کردن خاندان‌های بزرگ معمولاً موفقیت‌آمیز نیست.

## سیاست و جامعه

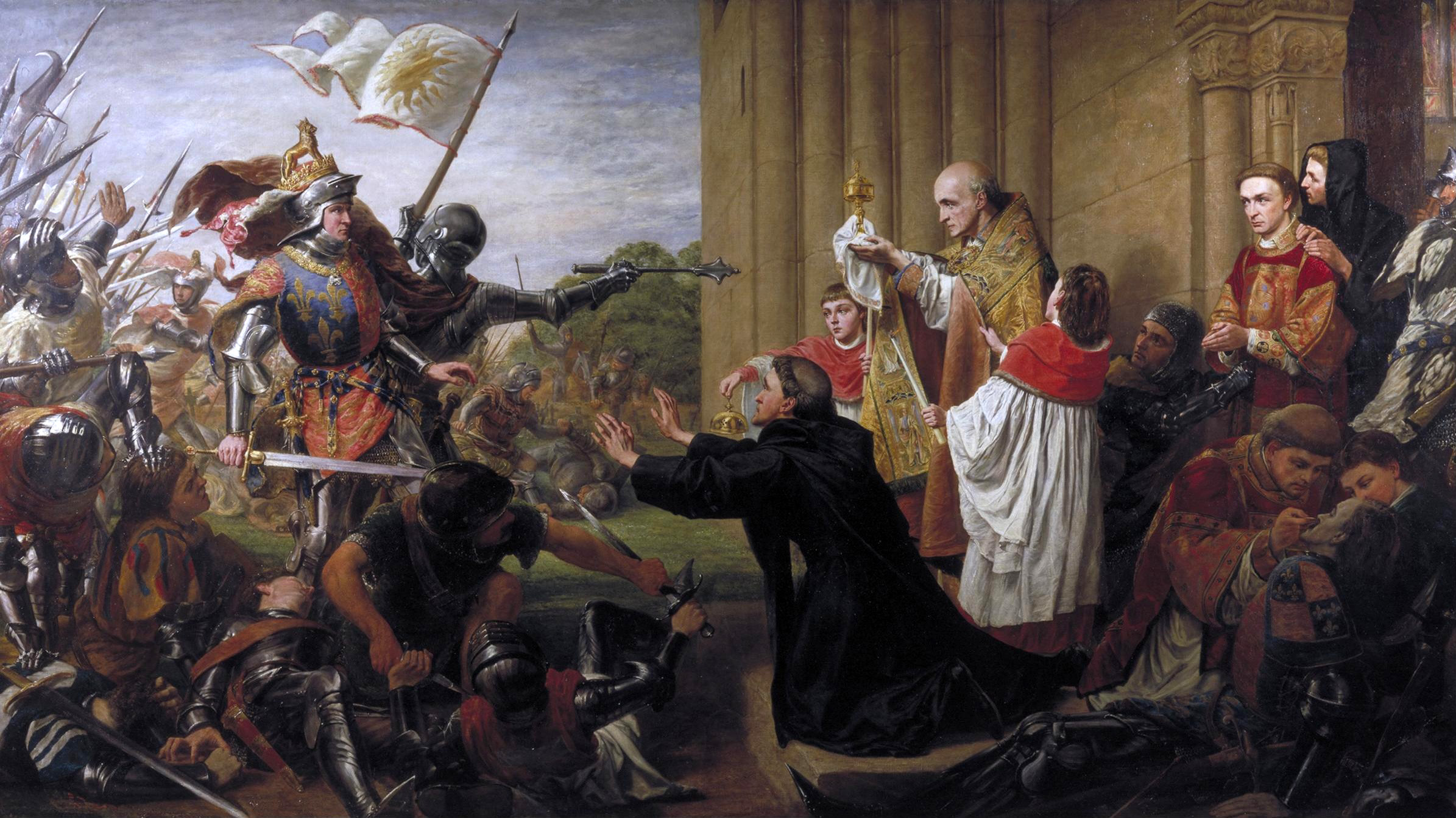
مجموعه یخ و آتش تا حدی از جنگ رزها (تصویر) الهام گرفته شده‌است، مجموعه‌ای از جنگ‌های داخلی دودمانی برای تاج‌وتخت انگلستان.

به گزارش ایتان ساکس، روزنامه دیلی نیوز نیویورک دریافت که داستان «بیشتر بر فتنه‌های سیاسی ماکیاولیستی تمرکز دارد تا شمشیر و جادوگری تالکین». از آنجایی که مارتین از منابع تاریخی برای ساختن دنیای یخ و آتش استفاده کرد، دیمین جی والتر از روزنامه گاردین لندن شباهت شگفت‌انگیزی را میان وستروس و انگلیس در دوره جنگ رزها مشاهده کرد، جایی که «یک تخت قلمرو را متحد می‌کند اما خاندان‌های بزرگ بر سر نشستن بر روی آن در جنگ هستند. بدون پادشاهی واقعی، سرزمین با اربابان فاسد و پول‌خوارانی که تنها علاقه آن‌ها منافعشان است، احاطه شده‌است. دو اتحاد سست قدرت، یک شمال فقیر اما شرافتمند را در برابر جنوبی ثروتمند و حیله‌گر قرار می‌دهند. و مردم کوچک باید از همه این‌ها رنج ببرند، صرف نظر از اینکه کدام طرف برنده است.» همان‌طور که در قرون وسطی، شخصیت‌ها اتحاد خود را بر اساس شهر یا خویشاوندی خود تعریف می‌کنند، نه با مفاهیم نوین مانند کشور یا ملی‌گرایی. پادشاه به مثابه نمود خدا تلقی می‌شد به طوری که مشروعیت پادشاهی بسیار مهم بود. مارتین می‌خواست پیامدهای احتمالی تصمیمات رهبران را نشان دهد، زیرا خیرخواهی عمومی به‌طور خودکار رهبران شایسته نمی‌سازد و بالعکس.
آدام سرور از آتلانتیک، ترانه یخ و آتش را «بیشتر داستانی سیاسی می‌داند تا قهرمانی؛ داستانی در مورد بشریت که به جای تحقق پتانسیل باشکوه خود با عقده‌های پست‌ترش دست و پنجه نرم می‌کند.» جایی که جنگ قدرت در حال ظهور ناشی از سرکوب سیستم فئودالی است و از مبارزه میان خیر و شر خبری نیست (به بخش ابهام اخلاقی مراجعه کنید). دیمین جی. والتر قدرت مارتین را در «درک جامع او از داستان‌های انسانی که روایت بزرگ سیاسی را پیش می‌برد» دید. از نظر او «به نظر نمی‌رسد در سرزمین وستروس حتی یک روح زنده وجود داشته باشد که مارتین در مورد آن بینش نداشته باشد، از بالاترین پادشاه تا پست‌ترین دزد کوچک. . . . این دنیایی پر از ریسک است که در آن برنده‌ها موفق می‌شوند و بازنده‌ها بی‌رحمانه زیر پاشنه له می‌شوند. در برابر این پرده، هر یک از شخصیت‌های مارتین مجبور می‌شوند میان عشقشان به نزدیکانشان و علایق بزرگ‌تر شرافت، وظیفه و وطن یکی را انتخاب کنند. غالباً کسانی که این انتخاب شریف را انجام می‌دهند با جان خود هزینه می‌دهند.»
چارلی کارپنتر در نشریه فارن افرز خاطرنشان کرد که «رهبران با بیم زیان خود به هنجارهای اخلاقی، نیازهای افراد کوچک و دنیای طبیعی بی‌اعتنایی می‌کنند. نیرنگ برای کسب قدرت توسط بازیگران منفعت‌طلب نه یک تعادل پایدار، بلکه هرج و مرج ایجاد می‌کند. بازیگری و تعقیب اهداف کوتاه‌مدت بازیگران را از مسائل واقعاً مبرم بقا و ثبات انسان منحرف می‌کند.»
این رمان‌ها منعکس‌کننده اصطکاک‌های ساختارهای طبقاتی قرون وسطایی هستند، جایی که مردم برای دانستن وظایف و امتیازات طبقه‌شان تربیت شدند. سی شپرد از سالون این را مشکل‌ساز می‌دانست، زیرا با روایت غالب در داستان‌های تخیلی مطابقت دارد که به موجب آن عاملیت سیاسی حق انحصاری یک نخبگان سلسله مراتبی است. مارتین همچنین بررسی می‌کند که تولد و طبقه اجتماعی، یا ارزش‌ها و خاطرات چقدر هویت افراد را تعیین می‌کنند. از جمله شخصیت‌هایی که نام و هویت خود را از دست داده‌اند، آریا استارک و تئون گریجوی هستند. آریا پیش از پیوستن به مردان بی‌چهره از چندین هویت مختلف عبور می‌کند و هدف نهایی او این است که هیچ‌کس نباشد تا بتواند آزادانه هویت‌های دیگری را به خود بگیرد. از سوی دیگر، کوئنتین مارتل و همراهانش عمداً هویت خود را با نام‌های جعلی پنهان می‌کنند، اگرچه این موضوع هرگز واقعاً بر شخصیت آن‌ها تأثیر نمی‌گذارد.

## ابهام اخلاقی
یک موضوع رایج در ژانر فانتزی، نبرد میان خیر و شر است، اگرچه مارتین عمداً قراردادها و مفروضات فانتزی نئو تالکینی را به چالش کشید. در حالی که ارباب حلقه‌ها در بیرونی کردن شرارت از طریق زشتی موفق شده بود، مارتین احساس می‌کرد که مقلدان تالکین مبارزه میان خیر و شر را بیش از حد ساده کرده و به کلیشه تبدیل کردند. سخنرانی ویلیام فاکنر در سال ۱۹۵۰ در هنگام دریافت جایزه نوبل بیشتر به عنوان الگویی برای نوشته مارتین عمل می‌کند. فاکنر گفت که فقط قلب انسان در تضاد با خودش ارزش نوشتن دارد. درست مانند ظرفیت افراد برای خیر و شر در زندگی واقعی، مارتین به بررسی مسائل مربوط به رستگاری و تغییر شخصیت در مجموعه یخ و آتش می‌پردازد. لورا میلر از نیویورکر خلاصه کرد که «شخصیت‌هایی که در ابتدا دوست‌داشتنی به نظر می‌رسند، مرتکب اعمال مذموم می‌شوند و شرورهای ظاهری با گذشت زمان مورد همدردی قرار می‌گیرند» و آتلانتیک افزود که حتی اقتباس تلویزیونی «به راحتی یک قهرمان قابل شناسایی را به بیننده ارائه نمی‌کند و بیشتر مجموعه‌ای از شخصیت‌ها با انگیزه‌های گاه دلسوزانه و اغلب ناکامل ارائه می‌شود.»

«آنچه [مارتین را] به عنوان نیروی اصلی تکامل در فانتزی نشان می‌دهد، امتناع او از پذیرش دیدگاهی از جهان به عنوان یک مبارزه مانوی میان خیر و شر است… جنگ‌های مارتین، مانند مردان و زنان شرکت‌کننده در آن و خدایان تماشاگر و خندان به آن، چندوجهی و مبهم هستند و به نوعی این آن‌ها را معنادارتر می‌کند.»

—لو گراسمن از تایم در ۲۰۰۵
مارتین که به جای اورک‌ها و فرشته‌ها جذب شخصیت‌های خاکستری می‌شود، قهرمان را شرور طرف مقابل می‌داند. نگهبانان شب دیوار، که مارتین آن را به عنوان «تفاله‌های جنایتکار [که] قهرمان هم هستند و لباس سیاه می‌پوشند» توصیف می‌کرد، یک چرخش عمدی در کلیشه‌های فانتزی بود. افزون بر این، استفاده از رنگ مشکی به‌عنوان رنگ شناسایی برای نگهبانان اساساً خوب و استفاده از رنگ سفید برای نگهبانان پادشاه بسیار فاسدتر، نمونه دیگری از رفتار مارتین است که فانتزی سنتی را زیر و رو می‌کند که تمایل دارد رنگ‌های روشن‌تر را با خیر و تیره‌تر را با شر پیوند دهد. مارتین با در نظر گرفتن شخصیت‌های مورد ستایش یا منفور جهانی بیش از حد تک‌بعدی، شخصیت‌هایش را با طبیعتی ترکیب می‌نویسد تا خوانندگان روی آن‌ها سرمایه‌گذاری و با آن‌ها همذات‌پنداری کنند. اعمال و سیاست در رمان‌ها این را به خواننده واگذار می‌کند که در مورد اینکه چه کسی خوب و بد است، تصمیم بگیرد. شخصیت‌ها از جهات مختلف از طریق ساختار دیدگاه‌های چندگانه کاوش می‌شوند تا برخلاف بسیاری از فانتزی‌های دیگر، شرورهای فرضی بتوانند دیدگاه خود را ارائه دهند. این امر از آنجایی ضروری است که در دنیای واقعی در طول تاریخ، اکثر انسان‌ها اعمال خود را به عنوان کار درست و حریف را به عنوان شرور توجیه کرده‌اند. شاید تعیین اینکه چه کسی جنبه خیر و شر را در زندگی واقعی نشان می‌دهد، همیشه آسان نباشد، زیرا برخی از تاریک‌ترین تبهکاران تاریخ چیزهای خوبی در مورد خود داشتند و بزرگ‌ترین قهرمانان نیز دارای نقاط ضعف و نقص بودند. با این حال، به گفته مارتین، تیریون لنیستر از نظر اخلاقی خنثی‌ترین شخصیت اصلی کتاب است که در کنار بدبینی او، او را به شخصیت مورد علاقه‌اش تبدیل می‌کند.

## خشونت و مرگ
دیوید اور از نیویورک تایمز، مارتین را به‌عنوان «خونسرد» بدون عذرخواهی تحسین کرد و گفت: این مجموعه کتاب ادبیات کودکان نیست، «پسری را از بالکن پرت می‌کنند، زنی که صورتش را گاز می‌گیرند، مردی که بینی‌اش را می‌برند. گوش دختری که بریده می‌شود، تجاوزهای متعدد، کشتارهای فراوان، بلعیدن مردم توسط حیوانات [و] سر بریدن‌های بسیار». جیمز هیبرد از اینترتینمنت ویکلی بی‌رحمی مارتین در مورد کشتن شخصیت‌های محبوب را به‌عنوان ویژگی بارز سریال می‌دید، که باعث می‌شد «هواداران کتاب‌هایشان را در اتاق پرت کنند - فقط برای اینکه دوباره آن‌ها را بردارند». بیل شیهان از واشینگتن پست خاطرنشان کرد که آسیب‌پذیری شخصیت‌ها و احتمالاً مرگ قریب‌الوقوع «احساس خوش‌آمدگویی از عدم قطعیت را به روند قضاوت می‌دهد و به حفظ سطح تعلیق به‌طور مداوم در سرتاسر داستان کمک می‌کند».
اگرچه فانتزی از قلمروی تخیلی سرچشمه می‌گیرد، اما مارتین یک ضرورت صادقانه برای انعکاس دنیای واقعی می‌بیند که در آن مردم، حتی افراد محبوب، با مرگی گاه زشت می‌میرند. مرگ افراد اضافی یا اورک‌ها هیچ تأثیر عمده‌ای بر خوانندگان ندارد، در حالی که مرگ یک دوست تأثیر عاطفی بسیار بیشتری دارد. مارتین شخصیت‌های اصلی را می‌کشد، زیرا برای او بسیار آزاردهنده است که در اوایل داستان مردم بدانند چه کسی به‌عنوان قهرمان آسیب نمی‌بیند. مارتین از این فقدان واقع‌گرایی متنفر است و موقعیت را با سربازی که شب قبل از نبرد ترسیده بود، مقایسه می‌کند. مارتین از خوانندگانش می‌خواهد که وقتی صفحه را ورق می‌زنند احساس کنند که هیچ‌کس در امان نیست. مارتین فدا کردن یک قهرمان را برای گفتن چیزی عمیق در مورد طبیعت انسان ترجیح می‌دهد و به خوانندگانی که نمی‌خواهند ناراحت یا آزرده شوند، کتاب‌های دیگر را برای خواندنی آسوده پیشنهاد می‌کند.

«یک نادرستی ذاتی در نوع فانتزی وجود دارد که بسیاری از مردم انجام داده‌اند، جایی که یک جنگ بزرگ وجود دارد که جهان را از هم می‌پاشد، اما هیچ‌کسی که می‌شناسیم هرگز واقعاً از این موضوع ناراحت نمی‌شود… قهرمانان فقط از [روستاهای ویران شده] گذر می‌کنند، مردم با هر دست کشته می‌شوند، اندکی در آن شرایط وخیم زنده می‌ماند. این یک دروغ است که مرا آزار می‌دهد.»

—جرج آر.آر. مارتین در مصاحبه با هفته‌نامه سای فای در ۲۰۰۰
مارتین هنگام انتخاب شخصیت‌ها برای مرگ در صحنه‌های نبرد، شخصیت‌های ثانویه یا ثالث را از لیست شخصیت‌ها انتخاب می‌کند بدون اینکه زیاد فکر کند، زیرا او این شخصیت‌ها را کمتر توسعه‌یافته و در برخی موارد فقط به عنوان نام می‌بیند. با این حال، مرگ و زمان مرگ بسیاری از شخصیت‌های اصلی از ابتدا برنامه‌ریزی شده‌است، اگرچه نوشتن این صحنه‌ها ممکن است همیشه آسان نباشد. صحنه‌ای به نام «عروسی سرخ» که در اواسط طوفان شمشیرها اتفاق می‌افتد و چندین شخصیت اصلی در آن می‌میرند، سخت‌ترین صحنه‌ای بود که مارتین نوشته بود. او بارها از نوشتن این فصل صرف نظر کرد و در نهایت آن را برای طوفان شمشیرها نوشت. پاسخ خوانندگان از ستایش تا محکومیت متغیر بود، اما مارتین گفت که این فصل «برای نوشتن دردناک بود، خواندن آن [هم] باید دردناک باشد، باید صحنه‌ای باشد که قلب شما را کنده و شما را مملو از وحشت و اندوه کند.»
جنگ‌های رمان‌ها از نظر اخلاقی بسیار پیچیده‌تر از مبارزه میان خیر و شر هستند. این رمان‌ها باید منعکس کنند که جنگ‌ها نرخ مرگ و میر قابل توجهی دارند. نگرش رمان‌ها نسبت به جنگ بر اساس تجربیات مارتین در مورد جنجال‌های جنگ ویتنام شکل گرفته‌است. از آنجایی که مارتین مخالف جنگ ویتنام بود، کتاب‌ها برخی از دیدگاه‌های او را دربارهٔ جنگ و خشونت و هزینه‌های آن منعکس می‌کنند، اگرچه او تلاش می‌کند از استفاده از شخصیت‌هایش به‌عنوان سخنگو برای دیدگاه شخصی خود اجتناب کند.
در میان پیچش‌های داستانی می‌توان به مرگ شخصیت‌های به ظاهر حیاتی و ظاهر شدن دوباره شخصیت‌های مرده اشاره کرد. با این حال، ریچل براون از آتلانتیک گفت که تمایل مارتین به غیرقابل پیش‌بینی بودن ممکن است باعث شود خواننده به‌طور فزاینده‌ای نسبت به مرگ‌های ظاهری شک کند و به سرنوشت جان اسنو در رقصی با اژدهایان اشاره کرد. مارتین معتقد است که بازگرداندن یک شخصیت مرده مستلزم یک تجربه دگرگون‌کننده برای شخصیت است. بدن ممکن است در حال حرکت باشد، اما جنبه‌ای از روح تغییر کرده یا از بین می‌رود. یکی از شخصیت‌هایی که بارها و بارها از مرگ بازگشته است، بریک دونداریون، ارباب رعد و برق است و اتفاقی که با او افتاده‌است با برخی دیگر از شخصیت‌های احیا شده نیز تکرار می‌شود. تکه‌هایی از انسانیت و زندگی‌های گذشته‌اش از دست می‌رود هر بار که از مرگ بازمی‌گردد، گوشتش از او فروکش می‌شود، اما او مأموریتی را که قبل از مرگ برای انجام آن فرستاده شده بود، به یاد می‌آورد.

## جنسیت
با در نظر گرفتن تمایلات جنسی یک نیروی محرکه مهم در زندگی انسان که نباید از روایت حذف شود، مارتین بسیاری از شخصیت‌های یخ و آتش را به میل جنسی مجهز کرد. مارتین همچنین مجذوب تضادهای قرون وسطایی بود که در آن شوالیه‌ها با شعر به خانم‌هایشان احترام می‌گذاشتند و در مسابقات به علاقه آن‌ها کار انجام می‌دادند، در حالی که ارتش‌هایشان در زمان جنگ به زنان تجاوز می‌کردند.
عدم وجود نوجوانی در قرون وسطی به عنوان الگویی برای فعالیت جنسی دنریس در سن ۱۳ سالگی در کتاب‌ها عمل کرد. بسیاری از زنان بلندپایه در آن سن یا کمتر از آن ازدواج کردند، زیرا ظاهراً شروع بلوغ جنسی، کودکان را به بزرگسال تبدیل کرد. در رابطه با تارگرین‌ها، رمان‌ها همچنین به اعمال زنای با محارم در دودمان بطلمیوسی مصر باستان اشاره می‌کنند تا دودمان خونی خود را خالص نگه دارند. اما مارتین همچنین یک عنصر اجتماعی را در رابطه با محارم دوقلوهای سرسی و جیمی لنیستر به تصویر کشید که پیوند قوی آن‌ها مانع از جفت شدن آن‌ها با دیگران می‌شود که آن‌ها را پست‌تر می‌دانند.
مارتین صحنه‌های جنسی رمان‌ها را به تفصیل نوشت: «خواه این یک رابطه جنسی ماورایی، هیجان‌انگیز و جذاب باشد، خواه رابطه جنسی نگران‌کننده، پیچ‌خورده، تاریک یا ناامیدکننده.» مارتین نگرش آمریکایی‌ها نسبت به رابطه جنسی را عامل توهین برخی از خوانندگان با صحنه‌های جنسی رمان‌ها می‌داند، به این دلیل که تنها یک استاندارد دوگانه قوی، بیزاری از رابطه جنسی را در افرادی که با توصیفات جنگ مزاحمتی ندارند، توضیح می‌دهد. او همچنین استدلال کرد که هدف از روایت او بیشتر غوطه‌ور کردن خواننده در تجربه شخصیت‌ها است تا پیشبرد طرح.
به دلیل قوانین پورنوگرافی کودکان، اقتباس تلویزیونی مجبور شد یا صحنه‌های جنسی را برای شخصیت‌های جوان‌تر کاهش دهد یا سن همه شخصیت‌ها را بالا ببرد. اچ‌بی‌او دومی را ترجیح داد؛ برخی صحنه‌های جنسی را به سریال تلویزیونی اضافه کرد و در عین حال صحنه‌های دیگر را کنار گذاشت. اولین نمایش بازی تاج‌وتخت با بحث‌های زیادی در مورد به تصویر کشیدن رابطه جنسی، تجاوز جنسی و عاملیت زن در این مجموعه دنبال شد. ارزیابی یواس‌ای تودی مبنی بر اینکه اچ‌بی‌او «آنقدر فاحشه‌های بی‌هدف و برهنه را اضافه کرده که وستروس در تلویزیون، وگاس را شبیه صومعه می‌کند.» این پاسخ مارتین را به همراه داشت که فاحشه‌خانه‌های فراوانی در قرون وسطی وجود داشته‌است. امبر تیلور از آتلانتیک، به تصویر کشیدن رابطه جنسی را به عنوان یکی از متمایزترین جنبه‌های سریال می‌دید، «تنها تا آنجا که رابطه جنسی اساساً پوچ است.» علیرغم آزادی اچ‌بی‌او برای جلب نظر بینندگان با سکس و برهنگی، هیچ‌یک از صحنه‌های سکس سریال برای او زائد به نظر نمی‌رسید. برخی از صحنه‌های تلویزیونی دنریس «آسیب‌پذیری او را بیش از هر نمایش سیاسی، واقعی می‌سازد». تیلور همچنین «انتخاب تحسین‌برانگیز اچ‌بی‌او» را ستود «... که صحنه‌های جنسی غیرموافق آن عمیقاً برانگیزاننده و در تضاد آشکار با برنامه‌های شبکه‌های دیگر است که از یک فضای تاریخی به عنوان لباسی برای نمایش تجاوز جنسی استفاده می‌کنند.»

## هویت
این ایده که مردم چه کسانی هستند و چه چیزی آن‌ها را به هویتشان تبدیل می‌کند، موضوعی برجسته در طول سریال است و با ادامه سریال برجسته‌تر می‌شود. شخصیت‌ها نام خود را تغییر می‌دهند، حتی تا جایی که هویت خود را در عنوان فصل از دست می‌دهند. این به بهترین وجه در شخصیت آریا نشان داده می‌شود، که با طی کردن مسیر از شاه‌نشین به براووس، چندین تغییر هویتی را تجربه می‌کند: آری، نایمریا، نان، سالتی و گربه کانال‌ها و غیره. (فصل‌های او در رقصی با اژدهایان او را «دختر نابینا» و «دختر کوچک زشت» نامیده‌اند). مارتین می‌گوید: «آریا هویت‌های متفاوتی را پشت سر گذاشته‌است، حتی به براووس رسیده‌است - جایی که هدف نهایی مردان بی‌چهره این است که هیچ‌کس نباشند، و بتوانند هویت‌هایی را به عنوان یکی از لباس‌های پوشیده در نظر بگیرند.»
آریا تنها شخصیتی نیست که نام خود را تغییر داده یا نامش را برای او تغییر داده‌اند. خواهرش سانسا استارک هویت آلین استون را بر خود گرفته‌است. تیریون لنیستر با نام‌های یولو و هوگور هیل سفر می‌کند. کاتلین استارک تبدیل به لیدی استون‌هارت می‌شود. و فصل‌های تیان گریجوی در رقص با اژدها عبارتند از: ریک، شاهزاده وینترفل، روپوش، روحی در وینترفل و در نهایت، دوباره تیان. مارتین می‌گوید: «هویت یکی از چیزهایی است که من در کل این مجموعه، و در این کتاب خاص با آن بازی می‌کنم - چه چیزی ما را به آن چیزی که هستیم تبدیل می‌کند؟ آیا تولد ما، خون ما، موقعیت ما در جهان است؟ یا چیزی جدایی‌ناپذیر از ما؟ ارزش‌های ما، خاطرات ما، و غیره.»

## فمینیسم
مارتین انواع شخصیت‌های زن را برای بررسی برخی از پیامدهای رمان‌هایی که در جامعه‌ای مردسالار روایت می‌شوند، ارائه می‌کند. مارتین می‌گوید که همه شخصیت‌ها را به‌عنوان انسان‌هایی با نیازها، رؤیاها و تأثیرات اولیه یکسان نوشته‌است، و شخصیت‌های زن او باید طیف گسترده‌ای از ویژگی‌های انسانی را مانند مردان پوشش دهند. مارتین ادعا می‌کند که او با همه شخصیت‌ها با وجود تفاوت‌های قابل توجه با او، چه از نظر جنسیت و چه سن، در فرایند نوشتن همذات‌پنداری می‌کند. او خود را زن‌ستیز یا مروج فمینیسم نمی‌داند، اگرچه اذعان داشت که برخی از ارزش‌های تلقین‌شده در دوران کودکی هرگز نمی‌توانند به‌طور کامل کنار گذاشته شوند، حتی آن‌هایی که آگاهانه رد شوند. او می‌گوید که از بحث‌هایی که آیا سریال فمینیستی یا ضدفمینیستی است، قدردانی می‌کند. او می‌گوید که به هیچ وجه تصور نمی‌کند که اظهارات فمینیستی کند. کتاب‌های مارتین اغلب تجاوز و تحقیر را به تصویر می‌کشند و به آن‌ها اشاره می‌کنند که بیشتر موارد آن بر زنان انجام می‌شود.
پس از شروع پخش سریال بازی تاج‌وتخت در سال ۲۰۱۱، منتقدان به تصویر زنان در سریال پرداختند. جینیا بلافانت در یادداشتی از نیویورک تایمز نوشت که این سریال «داستانی پسرانه بود که به‌طور حامیانه به نیمه دیگر جمعیت رسید» و آن را یک «انحراف واقعی» دانست که «همه این نامشروعیت [در سریال تلویزیونی]، از ترسی موجه، شاید از این که هیچ زن زنده‌ای در غیر این صورت آن تماشا نمی‌کند، به صورت یک چیز کوچک به سوی خانم‌ها پرتاب می‌شود.» بلافانت می‌گوید که اگرچه ممکن است زنانی باشند که کتاب‌هایی مانند مجموعه یخ و آتش را بخوانند، هرگز «یک زن مجرد که با عصبانیت در باشگاه کتابش ایستاده و از خواندن جدیدترین کتاب‌های لری مور امتناع کند، مگر اینکه همه اول با هابیت موافقت کنند، ندیده‌است.» این مقاله آنقدر پاسخ دریافت کرد که نیویورک تایمز مجبور شد بخش نظرات را ببندد.
ایلانا تیتلبام از هافینگتون پست در مقاله‌ای به نام «نیویورک تایمز عزیز: بازی تاج‌وتخت فقط برای پسران نیست» پاسخ داد و ادعا کرد که یادداشت بلافانت نه تنها مملو از نادرستی است، بلکه برای خوانندگان زن نیز رئیس‌وار رفتار کردن است. تیتلبام از بسیاری از صحنه‌های جنسی در مجموعه تلویزیونی دفاع کرد زیرا از کتاب‌ها به عنوان منبع آن‌ها استفاده شده‌است. او بحث دربارهٔ کتاب‌های یخ و آتش و ژانر فانتزی را از منظر فمینیستی تشویق کرد، اما این نظر بلافانت را که فقط مردان به فانتزی علاقه‌مند هستند را رد کرد و توصیف بلافانت از فانتزی به عنوان «داستان پسرانه» را به عنوان ترویج کلیشه‌های جنسیتی توهین‌آمیز به این ژانر و همچنین به زنان دانست.. اسکات مسلو از آتلانتیک به لزوم تمایز میان به تصویر کشیدن زن‌ستیزی و تأیید زن‌ستیزی اشاره کرد، زیرا این سریال در دنیایی می‌گذرد که در آن رابطه جنسی ابزار اصلی برای اثبات قدرت زنان است. مسلو بیان می‌کند که اگرچه ممکن است سریال تلویزیونی گاهی اوقات مرز میان استثمار به سبک اسکین‌مکس و پیشرفت واقعی داستان را طی کند، اما صحنه‌های جنسی بینندگان را به همدردی با زنان سریال دعوت می‌کند.

## دین
رمان‌ها چندین دین رقیب را نشان می‌دهند، به تقلید از محوریت دین در قرون وسطی، و مطابق با تصور نویسنده از خود به عنوان یک کاتولیک سابق با گرایش به خداناباوری یا ندانم‌گرایی. جرج آر.آر. مارتین برای فرار از دشواری اختراع ادیان، ادیان اصلی سریال را بر اساس نظام‌های مذهبی واقعی قرار داد. تاریخ تخیلی وستروس نشان می‌دهد که هر دین چگونه تکامل یافته‌است. هر یک از ادیان منعکس‌کننده خلق و خوی فرهنگ خود هستند.
به گفته جیمز پونیوزیک از مجله تایم، به نظر نمی‌رسد که هیچ دینی به عنوان ایمان واقعی یا تنها منبع فضیلت معرفی شود. پیامدها حاکی از آن است که انواع مختلف جادو در دنیای یخ و آتش ممکن است تجلی نیروهای یکسانی باشند، که به موجب آن خوانندگان می‌توانند رابطه میان ادیان و جادوهای مختلف را دریابند. اما اعتبار، آموزه‌ها و قدرت ادیان رقیب در یخ و آتش مبهم باقی مانده‌است و مارتین گفته‌است بعید است خدایان سریال به عنوان امداد غیبی در وستروس ظاهر شوند.

### ایمان هفت

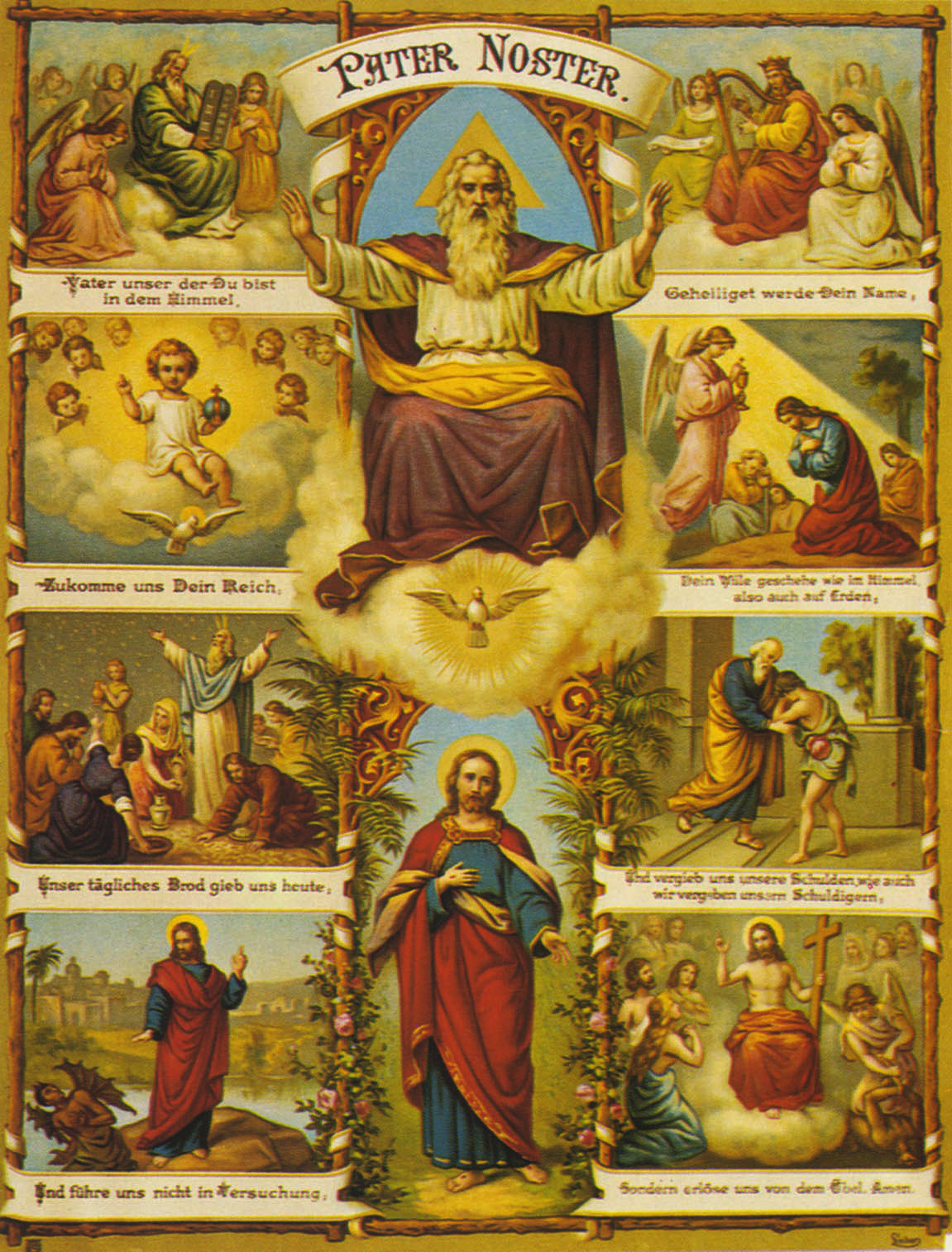
ایمان هفت سریال از آموزه مسیحی تثلیث (پدر، پسر و روح القدس، در تصویر) الهام گرفته شده‌است.

ایمان هفت، که اغلب به سادگی «ایمان» نامیده می‌شود، مذهب غالب وستروس است. مارتین این ایمان را بر اساس کاتولیک رومی قرون وسطی و اعتقاد مسیحی تثلیث استوار کرد. هفت جنبهٔ یک خدا را توصیف می‌کنند، که شامل پدر، مادر، دوشیزه، پیرزن، آهنگر، جنگجو، و بیگانه (شبیه پدر، پسر و روح‌القدس مسیحیت) است. به گفته مارتین، مادر، دوشیزه و کرون از دیدگاه‌های عرفانی زن الهام گرفته شده‌اند، در حالی که پدر، آهنگر و جنگجو به عنوان عناصر سنتی مردانه مسیحی بعداً اضافه شدند. بیگانه که نه مرد است و نه زن، نشان‌دهنده راز و مرگ است. از مادر برای زایمان سالم، از جنگجو برای قدرت در جنگ و غیره استفاده می‌شود. نماد ایمان یک ستاره هفت‌پر به‌طور پیوسته کشیده‌شده می‌باشد.
بسیاری از اشیاء و عناوین ایمان نام خود را از واژه لاتین سپتم می‌گیرند: معبد یا عمارت ایمان را سپت می‌نامند؛ و کاهن هفت سپتون (مرد) یا سپتا (مؤنث) نامیده می‌شود. سلسله مراتب ایمان نیز از مذهب کاتولیک گرفته شده‌است. ایمان همچنین راهبان و راهبه‌هایی از طبقات مختلف دارد که خواهران خاموش برجسته‌ترین آن‌ها هستند. در پیش‌زمینه تخیلی داستان، آندال‌ها ایمان هفت را در جریان حمله خود به وستروس معرفی کردند.

### خدایان قدیمی
خدایان قدیمی خدایان بی‌نامی هستند که توسط جمعیت شمالی وستروس پرستش می‌شوند، شبیه به «زنده‌انگاری و پاگان (شرک) سنتی و دیگر دین‌های سلتی و نورس». داستان تخیلی «فرزندان جنگل» را به عنوان خاستگاه این دین نشان می‌دهد، که درختان، صخره‌ها و نهرها را می‌پرستیدند، زمانی که وستروس هنوز پر از نژادهای غیرانسانی بود. فرزندان جنگل به جای معابد، متون مقدس، یا حضور کاهنان، به درختان ویروود (درختان سفید با برگ‌های قرمز و شیره قرمز) احترام می‌گذاشتند، که در نهایت به مرکز عبادت آن‌ها تبدیل شد. وقتی نخستین انسان‌ها (انسان‌ها) از اسوس به وستروس آمدند، خدایان قدیمی را پذیرفتند تا اینکه حمله اندال، آیین جمعیت جنوبی وستروس را به ایمان هفت تبدیل کرد. نوادگان آن‌ها در شمال هنوز خدایان قدیمی را می‌پرستند، در حالی که «جنگل‌های خدایان» در خانه‌های نجیب‌زادگان جنوبی به صورت باغ‌های سکولار باقی مانده‌اند.

### خدای غرق‌شده
پرستش خدای غرق‌شده یک دین محلی جزایر آهن است. بر اساس اعتقادات مردم جزیره، خدای طوفان، خدای غرق‌شده را که اکنون در دریا زندگی می‌کند، غرق کرد و روح پرستندگانش پس از مرگ به او می‌پیوندد؛ بنابراین، یک «آهن‌زاده» بومی از مردن در دریا یا غرق شدن نمی‌ترسد و استدلال می‌کنند که «آنچه مرده‌است، هرگز نمی‌میرد، اما دوباره قوی‌تر و سخت‌تر برمی‌خیزد.» در آیینی که مارتین آن را با غسل تعمید مقایسه می‌کند، مردم جزایر در آب دریا غرق می‌شوند و احیا می‌شوند.

### رلور
رلور (R'hllor) که به عنوان خدای سرخ و ارباب نور نیز شناخته می‌شود، خدایی است که عمدتاً در سراسر دریای باریک پرستش می‌شود و کاهنان او تنها در ابتدای بازی تاج و تخت در هفت پادشاهی حضور کوچکی داشته‌اند. این دین تمرکز زیادی بر نبوت و رویاهای خلسه دارد. نقطه مقابل رلور «بزرگ دیگر» است: خدای یخ، تاریکی و مرگ. به گفته مارتین، این دین تقریباً بر اساس دین زرتشتی و کاتارهای اروپای قرون وسطی (که در طول جنگ‌های صلیبی کاتاری نابود شدند) بنا شده‌است. در ترانه یخ و آتش، پیشگویی‌های باستانی نشان می‌دهد که مبارزه میان این دو خدا زمانی به اوج خود می‌رسد که شخصیت مسیحایی «آزور آهای» شمشیر نورآور را در برابر تهاجم دیگران (یک گونه فرابشری ساکن شمال وستروس) به دست می‌گیرد. یکی از پرستندگان برجسته رلور، راهبه‌ای به نام ملیساندر است. در «جنگ پادشاهان»، ملیساندر معتقد است که استنیس باراتیون آزور آهای است و او را تحت تأثیر قرار می‌دهد تا به ایمانش روی آورد.

### خدای چندچهره
خدای چندچهره که به او بس‌چهره نیز گفته می‌شود، خدایی است که توسط گروهی از قاتلان از شهر آزاد براووس معروف به مردان بی‌چهره پرستش می‌شود.
مردان بی‌چهره باور دارندکه تمام جمعیت بردگان والریا برای رهایی از همان خدای مرگ در تجسم‌های مختلف دعا کردند. در کوهور، خدای چندچهره را بز سیاه کوهور می‌نامند. او در یی تی، شیر شب و در ایمان هفت، غریبه نامیده می‌شود. این اعتقاد به یک خدای واحد با تجسم‌ها یا «چهره‌های» بسیار در خانه سیاه و سفید اتحادیه که شامل یک زیارتگاه عمومی با بت‌های بسیاری از خدایان مرگ، از جمله غریبه ایمان هفت است، منعکس شده‌است. پرستندگان خدای چندچهره معتقدند که مرگ پایان رحمانی برای رنج است. خداوند ممکن است «هدیه» مرگ را به کسانی که شایسته هستند، عطا کند. در معبد انجمن، کسانی که به دنبال پایان دادن به رنج هستند، ممکن است از یک چشمه سمی آب بنوشند.

### ادیان دیگر
رقصی با اژدهایان ادیان مختلف وستروس و اسوس را بررسی و ۱۷ دین مبهم مختلف را شناسایی می‌کند. یکی از مکان‌های اسوس به نام جزیره خدایان نیز به راجر زلازنی و اچ.پی. لاوکرافت و همکاران اشاره می‌کند.
خدای مرگ عنصری از چندین مذهب در وستروس و اسوس است، به این دلیل از مارتین که «پرستش مرگ مبنای جالبی برای دین است، زیرا به هر حال، مرگ یک امر جهانی است. به نظر می‌رسد مهم نیست برای چه خدایی دعا می‌کنید. همه ما در دنیای واقعی و در دنیای خیالی می‌میریم؛ بنابراین اگر یک فرهنگ وجود داشت که در آن شما نمی‌مردید، من گمان می‌کنم که خدا بسیار محبوب می‌شد. آن‌ها به ما وعده زندگی ابدی خواهند داد، اما هر چه باشد.» او همچنین این باور را بیان کرد که زمانی که «به جهان، به ویژه جهان قرون وسطی نگاه می‌کنید؛ [در می‌یابید] جهانی که ما در آن زندگی می‌کنیم توسط خدای شیطانی آفریده شده‌است.»

## غذا
غذا چنان عنصر محوری در مجموعه یخ و آتش است که برخی از منتقدان مارتین را به «ضیافت بیخود» متهم می‌کنند. بر اساس شمارش طرفداران، چهار رمان اول بیش از ۱۶۰ غذا را نام می‌برند، از غذاهای دهقانی گرفته تا ضیافت‌های سلطنتی شامل شتر، تمساح، ماهی مرکب آوازخوان، مرغ دریایی، اردک لاک‌دار و دانه‌های خاردار. آدام بروسکی از هافینگتون پست می‌گوید که توصیف‌های واضح غذا فقط به دنیای خیالی رنگ و طعم نمی‌دهد، بلکه تقریباً به عنوان یک شخصیت مکمل ظاهر می‌شود. برخی از غذاها ماهیت پیشگویی دارند یا به ویژه با خلق و خو و اخلاق خورندگانشان مناسب هستند. بیشتر واقع‌گرایی فرهنگ‌های مارتین از طریق غذاها و مزه‌های منحصربه‌فرد آن‌ها ناشی می‌شود. وعده‌های غذایی همه چیز را از تمایل یک شخصیت گرفته تا پیشرفت‌های داستانی نشان می‌دهد، اما همچنین پیش‌بینی آخرین برداشت سودآور قبل از زمستان آینده است. غذای غیرقابل خوردن در عروسی سرخ در طوفان شمشیرها خورده شد و خوانندگان را برای شرایط تهوع‌آور آینده آماده کرد.
این کتاب‌ها از طرفداران الهام گرفته‌اند تا بر اساس غذاهای ذکر شده در کتاب‌ها دستور تهیه کنند. وبلاگ طرفداران آشپزی چلسی مونرو-کاسل و ساریان لرر به نام «مهمانخانه در چهارراه» بیش از یک میلیون بازدید داشت. مارتین که «در غذا خوردن خیلی خوب است، [اما] خیلی آشپز خوبی نیست»، درخواست‌های مکرر برای نوشتن کتاب آشپزی را رد کرد، اما ترتیب داد که مونرو کسل و لرر با سردبیرش در بانتوم بوکس صحبت کنند و او به آن‌ها نوشتن یک کتاب آشپزی پیشنهاد کرد که این معامله، منجر به چاپ ضیافت یخ و آتش: کتاب آشپزی رسمی بازی تاج‌وتخت شد.